# PGC 62756
LEDA/PGC 62756 ist eine Spiralgalaxie mit einem aktiven galaktischen Kern im Sternbild Lyra am Nordsternhimmel. Sie ist schätzungsweise 383 Millionen Lichtjahre von der Milchstraße entfernt und hat einen Durchmesser von etwa 115.000 Lichtjahren. Vom Sonnensystem aus entfernt sich das Objekt mit einer errechneten Radialgeschwindigkeit von näherungsweise 8.400 Kilometern pro Sekunde.